# ダルハン
ダルハン（モンゴル語：ᠳᠠᠷᠬᠠᠨ　転写：darqan、満洲語:ᡩᠠᡵᡥᠠᠨ　転写：darhan、荅剌罕）は、モンゴル、女真（満洲）において見られた尊称、称号のひとつ。

## 概要
テュルク諸語のひとつとしてタルカンの称号があるが、モンゴル・満洲のダルハンとほぼ同義の称号といえる。漠北（現在のモンゴル国、中華人民共和国内モンゴル自治区）一帯に互いに勢力を有し並存してきたテュルク・モンゴル族の通婚や通商関係の中で一定の文化交流が生まれ、数々の習慣を共有し、タルカンの称号が伝播していったと考えられる。ダルハンの称号は女真にも伝播し金朝などの史料では荅剌罕として登場している。
モンゴル帝国では、功臣に与えられる称号として9度罪を犯しても免ぜられる特権を認められたが、政治的権限は有しなかったといわれる。
現在、ダルハンという名称は、遊牧民族として互いに通婚関係にあったモンゴル国内のダルハン・オール県あるいは同県内にダルハン市という都市名も存在し、ダルハン大学という私立大学があるように、今日のモンゴルにおいても行政区域・地名等を示す語、あるいは人名として用いられている。